# Águas Frias (Santa Catarina)
Águas Frias is een gemeente in de Braziliaanse deelstaat Santa Catarina. De gemeente telt 2.641 inwoners (schatting 2009).

## Aangrenzende gemeenten
De gemeente grenst aan Coronel Freitas, Nova Erechim, Pinhalzinho en União do Oeste.